# Boldklubben af 1973 (Slagelse)
 For alternative betydninger, se Boldklubben af 1973. (Se også artikler, som begynder med Boldklubben af 1973)
Boldklubben af 1973 (B 73) er en fodboldklub i Slagelse, som blev stiftet den 8. september 1973.